# 白礁慈济宫
24°28′48″N 117°56′52″E / 24.48000°N 117.94778°E
白礁慈济宫祀奉醫神保生大帝吳夲，為中國閩南、臺灣、東南亞保生大帝廟宇的祖廟，俗稱「慈濟西宫」，史上位於福建同安縣角尾白礁村，今為福建省漳州市龍海區角美镇白礁村，距青礁慈济宫约3公里，始建于南宋绍兴二十一年（1151年），清代重建，部分石构为宋代遗物。青、白礁慈济宫是各地保生大帝的祖宫，1996年共同列为中國第四批全国重点文物保护单位。該廟又有「西宮」、「祖宮」等別稱:36。

## 沿革
白礁慈濟宮的前身為「醫靈神祠」，為吳夲逝世後當地居民紀念他而興建:34。南宋紹興廿一年（1151年）吏部尚書顏師魯以吳真人顯靈助地方抵禦盜賊有功，乃上書請為吳真人立廟:34。高宗同意後，在白礁興建了「醫靈神廟」:34。
南宋乾道二年（1166年）宰相梁克家上奏請廟額，朝廷乃賜廟額「慈濟」，醫靈神廟因而改稱「慈濟廟」:35。淳祐元年（1241年），下詔將「廟」改為「宮」，因而有「慈濟宮」之名:35。
清初遷界，白礁慈濟宮受到波及，前殿全毀:36。嘉慶四年（1799年）重修，十四年（1809年）再修，但因經費問題所以只修了拜亭:36。後來因有福建水師提督王得祿之支持，次年（1810年）進行較大規模的整修:36。但這幾次的重修並未修復前殿:36。嘉慶廿一年（1816年）重修時，今臺灣臺南市學甲區一帶的信眾曾奉獻今前殿門廊六根蟠龍石柱與中殿第一排的四根蟠龍石柱:36。
清同治九年（1870年）白礁慈濟宮因蛀蟲而幾乎傾頹信眾們於是決定重修，並向南洋華僑募款，才得以連同前殿在內做一次徹底的重修:38。最後該工程在光緒四年（1878年）完工:38。民國十二年（1923年），白礁王尼姑、王長根再次發起重修，並得到新加坡華僑中華總商會的李光前、陳六使和賓成華商總會的莊來福、王自成之贊助:38。
1984年，福建省文物處、漳州市臺聯會與晉邑各地分靈廟宮、信徒籌資數萬人民幣，重修慈濟宮後殿:38。1989年，臺灣保生大帝廟宇聯誼會會長周大圍發起募款重修祖宮的活動，募得新台幣500多萬（當時折合為人民幣120多萬）與金箔35萬張，之後進行為期一年多的重修:38。1990年，臺灣新竹市鎮安宮主委陳坤火募款新台幣48萬（當時折合為人民幣12萬），建造白礁慈濟宮牌樓:38。

## 建築格局
白礁慈濟宫的建築形式坐东北朝西南，為開五門的皇宮式建築，中轴线上依次为门楼、献台、大殿、后殿，共四进，占地5000余平方米。正中大門高懸「慈濟祖宮」匾額，為書法家啟功所題。

## 傳說
據南宋莊夏〈慈濟宮碑〉記載，白礁居民原本想要擴建舊祠卻苦無經費，某天突然在廟前石階湧出靈泉，據說有宿疾者飲用後便能痊癒，於是前來求水的人很多，而建廟經費也有了著落:24。
正殿有一隻右掌有著「亞」字紋印章的石獅，稱為「國母獅」:39。據說是明永樂十七年（1419年），明成祖為感謝吳真人曾治癒文皇后的病而贈:39。